# Kronberg Academy

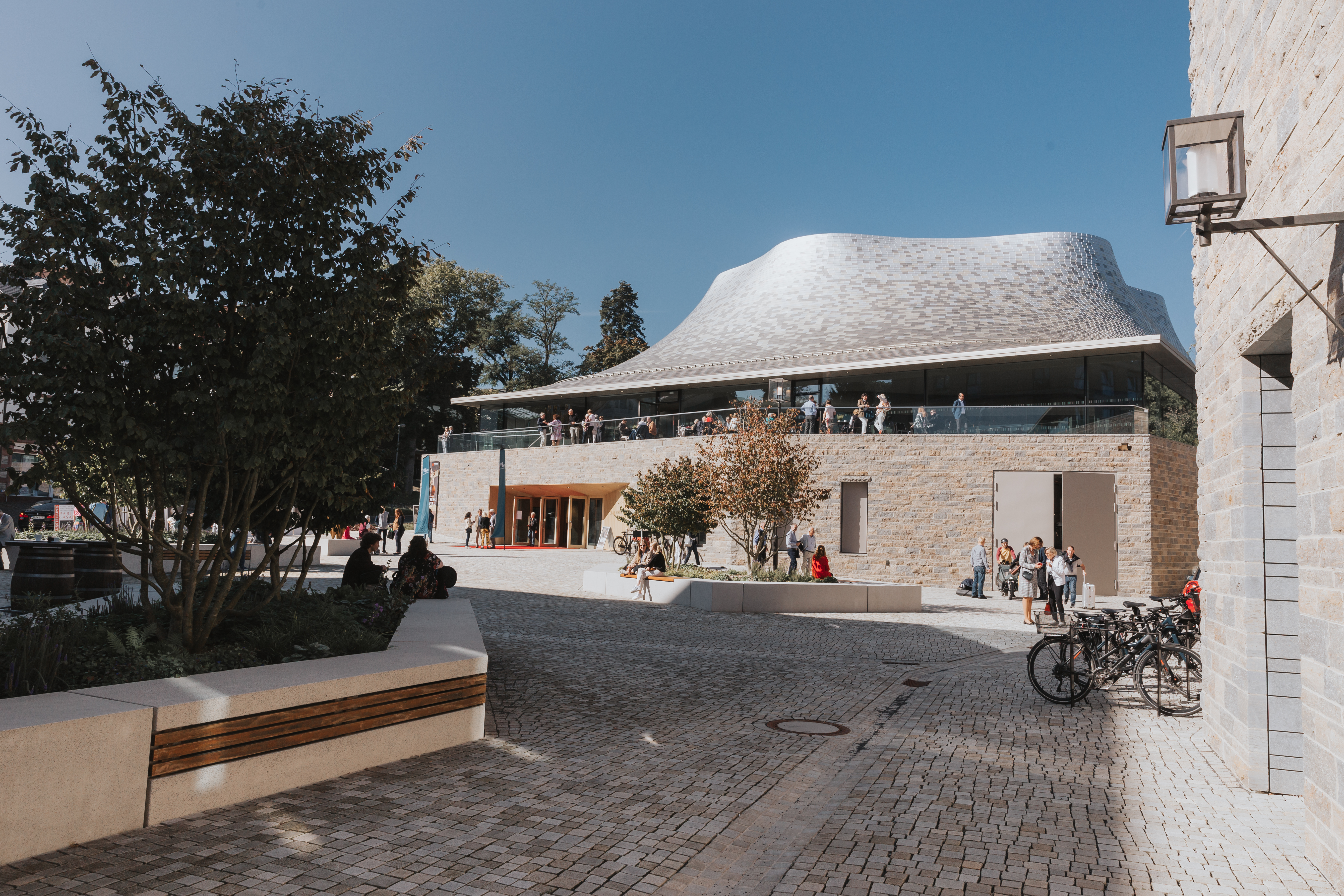
Das Casals Forum

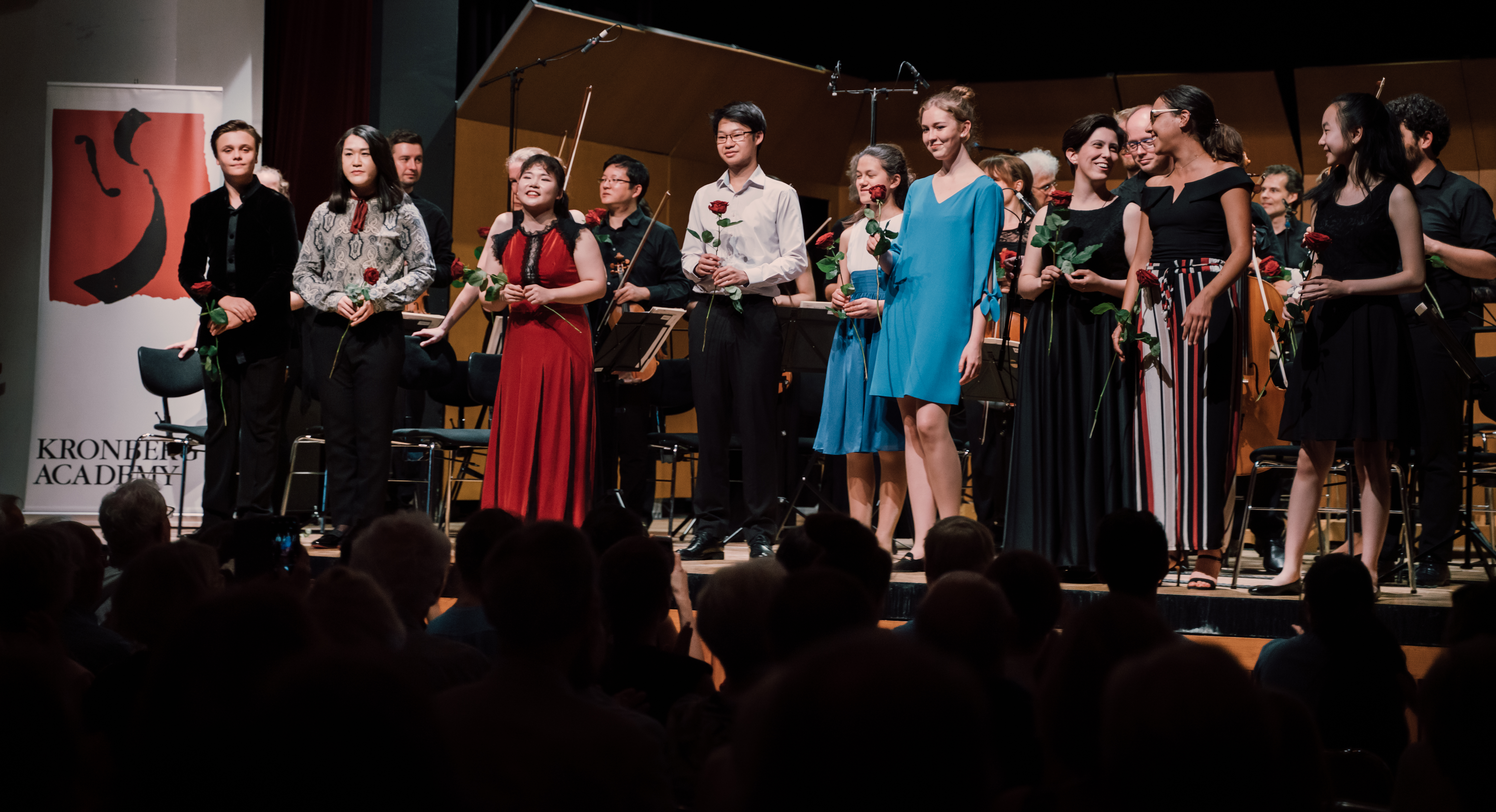
Teilnehmer des Abschlusskonzertes der Geigen Meisterkurse & Konzerte 2019

Die Kronberg Academy ist eine international wirkende Kulturinstitution zur Ausbildung und Förderung junger hochbegabter Musiker und seit ihrer Gründung im Jahre 1993 in Kronberg im Taunus ansässig. In den angebotenen Studiengängen werden Musiker und Musikerinnen auf den Instrumenten Violine, Viola, Violoncello und Klavier ausgebildet. In Kronberg werden die Nachwuchsmusiker von oftmals auch international renommierten Künstlern unterrichtet.
Die Kronberg Academy veranstaltet überdies diverse musikalische Projekte und Konzerte, von denen das jährlich im Herbst stattfindende Kronberg Festival und das jedes Jahr im Frühsommer veranstaltete Kammermusikprojekt Chamber Music Connects the World die bekanntesten sind.
Im Jahr 2022 hat die Kronberg Academy das Casals Forum, ein für sie errichteter Konzertsaal mit angegliedertem Studien- und Verwaltungszentrum, eröffnet.

## Geschichte
Die Kronberg Academy wurde 1993 als Internationale Kammermusik-Akademie Kronberg mit Sitz in Kronberg im Taunus gegründet, ihren heutigen Namen trägt sie seit 1999. Geschäftsführer und Intendant ist seit der Gründung Raimund Trenkler. Nachdem zunächst das Cello und die Förderung junger Cellistinnen und Cellisten im Fokus ihrer Aktivitäten standen, entwickelte sich die Kronberg Academy zu einer Akademie für Violine, Viola und Violoncello. Im Jahr 2004 erhielt sie die Rechtsform einer gemeinnützigen Stiftung. 2023 feierte die Kronberg Academy ihr 30-jähriges Bestehen mit einem Kronberg Festival unter dem Motto „Zuerst Mensch“.

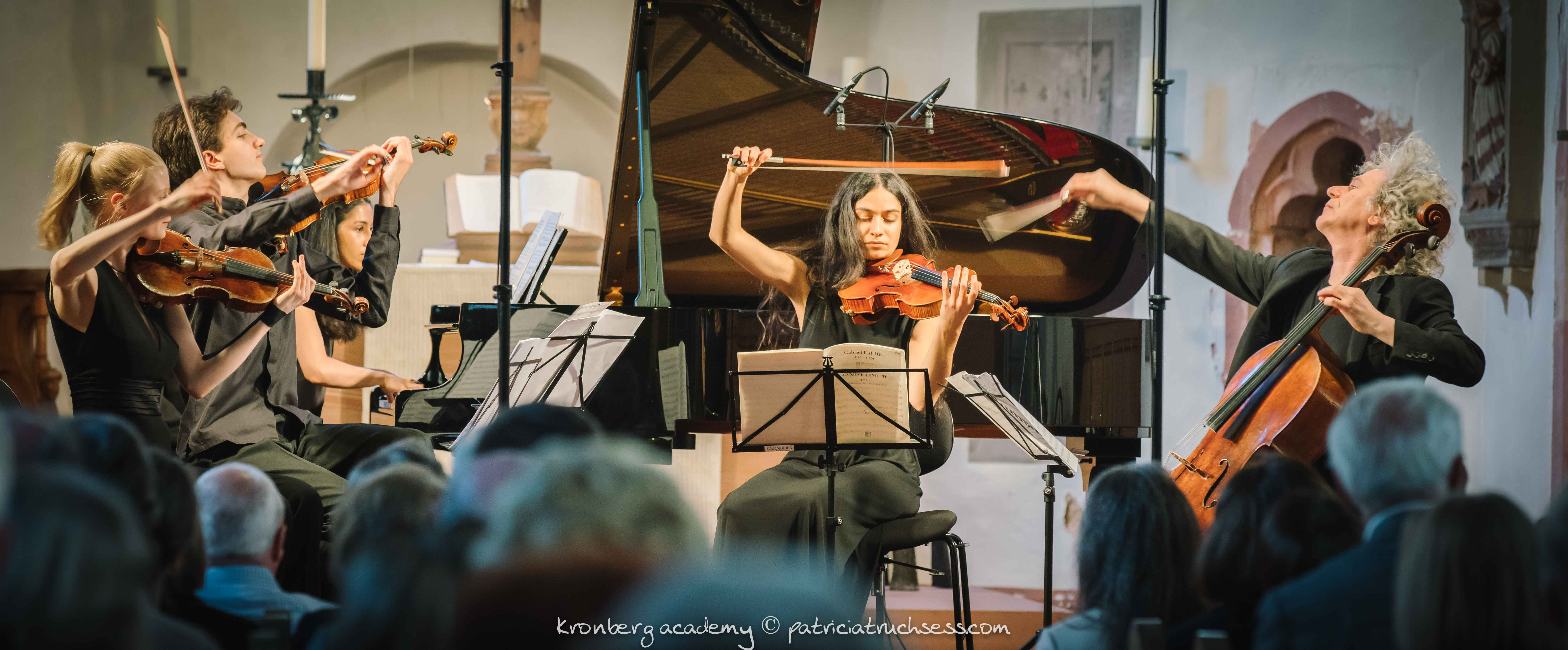
Ensemble mit „Senior“ Steven Isserlis bei Chamber Music Connects the World 2018

Am 23. September 2022 eröffnete die Kronberg Academy das Casals Forum, das nach Plänen des Architekten Volker Staab und des Akustikers Martijn Vercammen in der Nähe des Bahnhofs Kronberg errichtet wurde. Es umfasst einen architektonisch spektakulären Konzertsaal für 550 Personen und ein Studienzentrum mit Übe- und Verwaltungsräumen für die Kronberg Academy, in dem sich noch ein weiterer, 150 Zuhörer fassender Konzertsaal, der Carl Bechstein Saal befindet. Zusammen mit dem Vienna House by Windham Hotels bildet das Casals Forum ein Gebäudeensemble.

## Studiengänge
Die Kronberg Academy Stiftung bietet in Europa einzigartige Studiengänge an. Darunter fallen ein Bachelor- und Masterstudiengang für herausragende junge Musiker, die das Potential haben, als Solisten international Karriere zu machen. Das Studium dauert insgesamt vier Semester (Bachelor) bzw. 2 Semester (Master) und wird in Kooperation mit der Hochschule für Musik und Darstellende Kunst Frankfurt am Main durchgeführt. Zudem bietet die Kronberg Academy zwei eigene Studiengänge an: Die „Kronberg Academy Professional Studies“ bauen auf Bachelor- und Masterstudiengang auf als ein zweijähriges Studium, das sich auf die musikalische Konzert-Praxis konzentriert. Das ebenfalls zweijährige „Sir András Schiff Performance Programme for Young Pianists“ soll junge Pianisten besonders im Zusammenspiel mit Studierenden der Streicherfächer schulen.

## Ausbilder
Ausbilder der Kronberg Academy Studiengänge sind Mihaela Martin, Christian Tetzlaff, Antje Weithaas, Janine Jansen, Nobuko Imai, Tabea Zimmermann, Frans Helmerson, Wolfgang Emanuel Schmidt und Sir András Schiff. Weitere international bekannte Künstler, wie Gidon Kremer, Steven Isserlis, Vadim Gluzman, Gary Hoffman und Antoine Tamestit, unterrichten die Studenten regelmäßig in internen Masterclasses.
Seit Juli 2012 ist Friedemann Eichhorn Künstlerischer Leiter der Kronberg Academy und Direktor der Studiengänge.

## Künstlerischer Beirat
Die Kronberg Academy wird von vielen bekannten Künstlern aktiv unterstützt. Mitglieder des Künstlerischen Beirats sind Marta Casals Istomin, Christoph Eschenbach, Gidon Kremer und András Schiff.
Bis zu seinem Tode im Jahr 2007 gehörte auch der Cellist Mstislav Rostropovich dem Künstlerischen Beirat an. Bereits 1997 hatte er Kronberg zur „Welthauptstadt des Cellos“ erklärt und in Kronberg die Rostropovich Cello Foundation zur Förderung junger Cellisten gegründet.

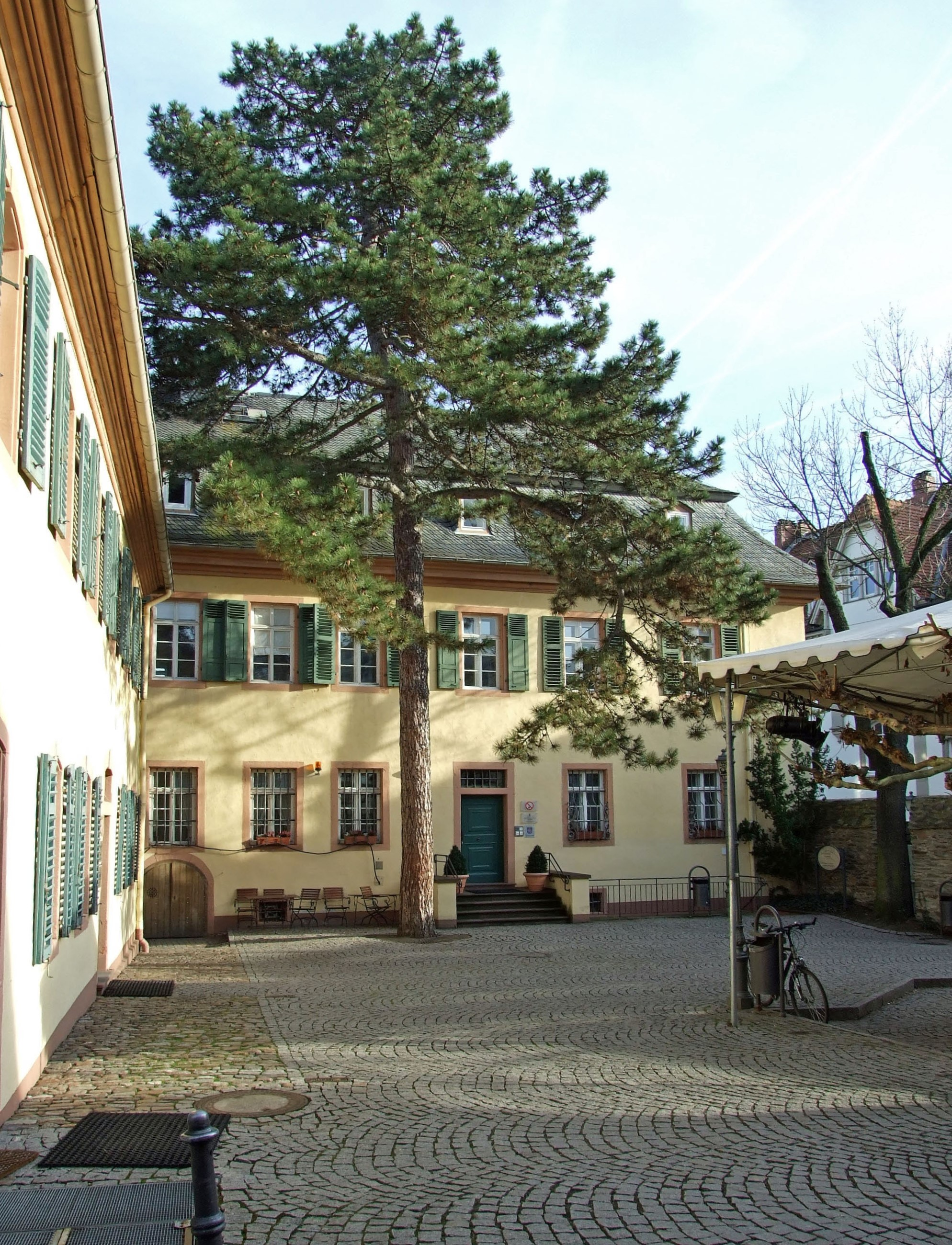
Ehemalige Geschäftsstelle im Recepturhof, Kronberg (2008)

## Veranstaltungen und Projekte
Seit 2022 veranstaltet die Kronberg Academy jährlich im September und Oktober das „Kronberg Festival“, in dessen Rahmen zahlreiche international renommierte Musiker und Orchester in Kronberg zusammenkommen, um sich in hochkarätigen Konzertaufführungen zu präsentieren.
Vorgängerveranstaltung war das seit 1993 alle zwei Jahre stattfindende „Cello Festival Kronberg“, 2013 umbenannt in „Kronberg Academy Festival“. Seit 2022 findet das „Kronberg Festival“ jedes Jahr statt.
Zahlreiche weitere international bekannte Veranstaltungen, alle mit dem Hintergrund, junge Musiker zu inspirieren, aus- und weiterzubilden, ergänzen das Angebot der Academy und machen Kronberg regelmäßig zum Treffpunkt für Künstler aus aller Welt:
- Cello Meisterkurse & Konzerte (seit 1994 alle zwei Jahre)
- Geigen Meisterkurse & Konzerte (seit 2009 alle zwei Jahre, seit 2023 Geigen & Bratschen Meisterkurse)
- Viola-Fest (1989 und 2003)
- Kronberg Academy in Seoul/Südkorea (2004, 2006 und 2008)
- Kammermusikprojekt „Chamber Music Connects the World“ (seit 2000 alle zwei Jahre, seit 2022 jedes Jahr)
- International Pablo Casals Cello Competition (2000 und 2004),
- Grand Prix Emanuel Feuermann, Berlin, gemeinsam mit der Universität der Künste Berlin (seit 2002 alle vier Jahre)
- Projekte für Kinder und Jugendliche: Classic for Kids, Mit Musik – Miteinander

Weltbekannte Künstler haben Stiftungen ins Leben gerufen, die ihren Sitz in Kronberg haben:
- Rostropovich Cello Foundation
- Gidon Kremer Stiftung

Mit dem Emanuel Feuermann Konservatorium bietet die Kronberg Academy Geigen-, Bratschen- und Cellounterricht für Kinder und Jugendliche an. Das Konservatorium gehört zu den drei Repräsentanten des Associated Board of the Royal Schools of Music (ABRSM) in Hessen.

## Förderverein
Der Förderverein Freunde und Förderer der Kronberg Academy e. V. umfasst (Stand September 2023) über 2.000 Mitglieder.
Zahlreiche Kronberger engagieren sich zudem als Gasteltern für die vielen jungen Streicher und Pianisten aus aller Welt, die zu Workshops, Konzerten und Festivals in die Stadt kommen.

## Belege
1. ↑  FAZ: Vorbild Kronberg Academy: Eine belebende und friedliche Kultur. In: FAZ.NET. 2. Oktober 2022, ISSN 0174-4909 (faz.net [abgerufen am 4. Dezember 2023]).
2. ↑  hessenschau: Casals Forum in Kronberg: Neuer Konzertsaal für Kammermusik. 3. Juni 2022, abgerufen am 4. Dezember 2023 (deutsch).
3. ↑  Harald Eggebrecht: Die Kronberg Academy feiert ihr dreißigjähriges Bestehen. 29. September 2023, abgerufen am 4. Dezember 2023.
4. ↑  http://www.musik-heute.de/24496/kronberg-academy-eroeffnet-neuen-konzertsaal/
5. ↑  FAZ: Casals Forum der Kronberg Academy wird eröffnet. In: FAZ.NET. 23. September 2022, ISSN 0174-4909 (faz.net [abgerufen am 27. November 2023]).
6. ↑  BauNetz: Auf die Akustik kommt es an – Musikquartier in Kronberg von Staab Architekten. 9. Oktober 2023, abgerufen am 4. Dezember 2023.
7. ↑  Kronberg Academy: Studium. Abgerufen am 4. Dezember 2023.
8. ↑  Kronberg Academy: Kronberg Academy Studiengänge. Abgerufen am 27. November 2023 (deutsch).
9. ↑  Kronberg Academy: Lehrende. Abgerufen am 21. November 2023.
10. ↑  Kronberg Academy: Interne Masterclasses. Abgerufen am 27. November 2023.
11. ↑  Kronberg Academy: Künstlerischer Beirat. Abgerufen am 27. November 2023.
12. ↑  Kronberg Academy: Veranstaltungen. Abgerufen am 4. Dezember 2023.
13. ↑  Kronberg Academy: Kronberg Academy Stiftung / Treuhandstiftungen. Abgerufen am 4. Dezember 2023.
14. ↑  Kronberg Academy: Emanuel Feuermann Konservatorium / Allgemein. Abgerufen am 4. Dezember 2023.